# Super Mario Bros. Z
Super Mario Bros. Z (с англ. — «Супер братья Марио Z») — британский flash - мультсериал. Сериал был создан и спродюсирован Марком Хейнсом. Оригинальный сериал был доступен на сайте Newgrounds с 22 апреля 2006 года по 30 марта 2012 года и состоял из восьми серий, с незаконченным девятым эпизодом. В сериале использовались спрайты из видеоигр для иллюстрации сюжета, который был вдохновлён сериалом «Dragon Ball Z», а также персонажами из франшиз «Mario» и «Sonic the Hedgehog». Главные герои сериала — Марио, Соник, Луиджи, Шэдоу и Йоши — отправляются в путешествие в поисках семи изумрудов Хаоса, прежде чем сделает это Металликс — робот, стремящийся стать самым могущественным существом во вселенной.
В сентябре 2015 года Хейнс объявил о перезапуске сериала и представил пилотный выпуск в начале 2016 года. Также был запущен Patreon для сбора поддержки на производство полноценного сериала, однако проект позднее был удалён по требованию DMCA от Nintendo. После четырёхлетнего перерыва, вызванного личными проблемами Хейнса, серия перезагрузок возобновила активное развитие в феврале 2020 года, когда Хейнс представил перезапуск оригинального сериала в формате 4K на YouTube в следующем месяце. И оригинальный, и перезапущенный сериал были положительно приняты зрителями: второй эпизод перезапуска получил более 100 000 просмотров за час после выхода.

## Сюжет
Как в оригинальной, так и в перезагруженной серии, действие происходит в грибном королевстве. Марио и Луиджи участвуют в соревнованиях с Варио и Валуиджи, пока Боузер и Камек не вмешиваются, пытаясь захватить королевство. Их планы нарушают прибывшие Соник и Шэдоу, выжившие после массового геноцида на планете Мобиус, вызванного роботом Металликсом (в оригинальной серии — Турбо Меха Соником). Эти двое стремятся собрать семь изумрудов Хаоса, которые Шэдоу изгнал из их мира для сохранения, прежде чем Металликс сможет использовать их для достижения неограниченной силы. Марио и Луиджи соглашаются помочь им в поисках. В то же время Йоши находит первый изумруд Хаоса, но его чуть не убивает Металликс, который уже получил ещё один изумруд. Пока Йоши восстанавливается в доме Марио, герои получают третий изумруд у профессора Э. Гэдда, но его крадут братья Купа.
Вместе с Йоши они отправляются на остров Йоши, чтобы получить четвёртый изумруд Хаоса. И братья Купа, и Рейнджеры Аксем Икс вмешиваются, и три группы вступают в бой. Прибывает Металликс и убивает обе противоборствующие команды, но герои забирают все четыре изумруда и спасаются бегством. Затем группа извлекает пятый изумруд Хаоса из Минус-Мира, карманного измерения, доступ к которому осуществляется через трубочный лабиринт. По возвращении они обнаруживают, что принцесса Пич была похищена Боузером. Герои формулируют план её спасения, но Шэдоу уходит из команды из-за недостаточного внимания Соника к их поиску изумрудов Хаоса. Он решает собрать оставшиеся два изумруда самостоятельно и сражается с Металликсом за шестой изумруд Хаоса.
В то же время Доктор Эггман, создатель Металликса и заклятый враг Соника, оказывается жив после разрушения Мобиуса и заключает союз с Боузером. Используя свою робототехнику и магию Камека, Эггман создает Меха Марио, роботизированную копию Марио, предназначенную для его уничтожения. После столкновения с элитным приспешником Боузера, капитаном Базиликсом, герои готовятся к битве с детьми Боузера, Боузером-младшим и Купалингами.

## Персонажи
- Марио — герой грибного королевства, который предлагает помощь Сонику и Шэдоу остановить Металликса от сбора изумрудов Хаоса.
- Луиджи — трусливый младший брат Марио, который помогает не дать Металлису получить изумруды Хаоса.
- Ёж Соник — герой планеты Мобиус и самопровозглашённый «самый быстрый из ныне живущих». После того, как его мир был разрушен, он и Шэдоу сбегают в грибное Королевство в погоне за изумрудами Хаоса, чтобы предотвратить их нахождение и использование Металликсом.
- Ёж Шэдоу — биоинженерная «высшая форма жизни» и житель Мобиуса, который стремится вернуть изумруды Хаоса и уничтожить самого Металлиса в отместку за смерть Руж.
- Йоши — член клана Йоши, который присоединяется к группе Марио в их борьбе против Металликса.
- Металликс — Робот, созданный доктором Эггманом как эволюция «„Метал Соника“»", созданный с единственной целью — уничтожить Соника. Позже он восстаёт против своего создателя и уничтожает Мобиус, а затем отправляется в грибное королевство в поисках изумрудов Хаоса. В оригинальной серии он упоминается как «Турбо Меха Соник» или неофициально как «Меха Соник»; название Металликс происходит от британского сериала комиксов «Sonic the Comic». Персонаж был переработан для серии перезагрузок из-за убеждения Хейнса, что оригинальный дизайн не впечатляет и несовместим с оригинальным изображением персонажа в игре «Sonic & Knuckles».
- Варио и Валуиджи — соперники Марио и Луиджи, которые стремятся украсть изумруды Хаоса и продать их с целью получения прибыли.
- Принцесса Пич — правительница грибного королевства, которую часто похищает Баузер. Она предлагает помощь Марио, Луиджи, Сонику и Шэдоу в поисках изумрудов Хаоса.
- Боузер — Король Купа и заклятый враг Марио и Луиджи, который стремится заполучить изумруды Хаоса и завоевать грибное королевство. Ему помогают его дети Боузер-младший и Купалинги.
- Доктор Айво «Эггман» Роботник — создатель Металликса и бывший заклятый враг Соника, который, как выяснилось, пережил разрушение Мобиуса и вступил в союз с Боузером.
- Профессор Э. Гэдд — учёный грибного королевства, который оказывает поддержку героям, создавая устройства, чтобы помочь им с поисками изумрудов Хаоса.
- Братья Купа — группа из четырёх ниндзя отрядов Купа из «Paper Mario», которые стремятся вернуть изумруды Хаоса для Боузера.
- Рейнджеры Аксем Икс — Команда из пяти роботов с топорами, которые были восстановлены Смити после того, как были уничтожены Марио в «Super Mario RPG». Они ищут себе изумруды Хаоса, чтобы способствовать осуществлению планов Смити.
- Капитан Базилискс — капитан гвардии Куп Боузера на корабле «Омега Рок», способный обращать людей в камень своим взглядом. Он хочет отомстить Марио за то, что он убил своего лучшего друга во время событий игры «Super Mario World». Первоначальный персонаж, созданный для сериала, Василискс назван в честь одноимённого мифологического зверя, а выдвижные когти его рук вдохновлены персонажем Marvel Comics Росомаха.

## Эпизоды
| Сезоны                               | Название                             | Серии                                | Серии                                | Даты показа         | Даты показа         | Даты показа |
| Сезоны                               | Название                             | Серии                                | Серии                                | Первая серия        | Последняя серия     | Канал       |
| ------------------------------------ | ------------------------------------ | ------------------------------------ | ------------------------------------ | ------------------- | ------------------- | ----------- |
| 1                                    | Сага Турбо Меча Соника (2006–2009)   | 8                                    | 8                                    | 22 апреля 2006 года | 9 октября 2009 года | Newgrounds  |
| Сага Металликса Пилотный выпуск      | Сага Металликса Пилотный выпуск      | Сага Металликса Пилотный выпуск      | Сага Металликса Пилотный выпуск      | 8 января 2016 года  | 8 января 2016 года  | Newgrounds  |
| 1                                    | Сага Металликса                      | 2                                    | 2                                    | 1 марта 2020 года   | TBA                 | YouTube     |
| Сага Турбо Меча Соника 4K Перезапуск | Сага Турбо Меча Соника 4K Перезапуск | Сага Турбо Меча Соника 4K Перезапуск | Сага Турбо Меча Соника 4K Перезапуск | 7 марта 2020 года   | 7 марта 2020 года   | YouTube     |
| Короткометражки                      | —                                    | 2                                    | 2                                    | 1 июня 2020 года    | 11 июля 2020 года   | YouTube     |
| 2                                    | Сага о Смити                         | TBA                                  | TBA                                  | TBA                 | TBA                 | YouTube     |

### «Сага Турбо Меха Соника» (2006—2009; 2012)
| № общий | № в сезоне | Название                      | Автор сценария                                                               | Animated by     | Дата премьеры         | Произв. код | Зрители US (млн) |
| --- | ---------- | ----------------------------- | ---------------------------------------------------------------------------- | --------------- | --------------------- | ----------- | ---------------- |
| 1 | 1          | «Возвращение Боузера»         | Alvin Earthworm                                                              | Alvin Earthworm | 22 апреля 2006 года   | V101        | 2,81             |
| Сага о супер братьях Марио Z начинается.... |            |                               |                                                                              |                 |                       |             |                  |
| 2 | 2          | «Воины из другого измерения»  | Alvin Earthworm                                                              | Alvin Earthworm | 22 мая 2006 года      | V102        | 2,15             |
| Битва между Марио и Боузером начинается, но у Боузера оказался козырь в рукаве... |            |                               |                                                                              |                 |                       |             |                  |
| 3 | 3          | «Новая угроза»                | Alvin Earthworm                                                              | Alvin Earthworm | 10 июля 2006 года     | V103        | 2,03             |
| Братья Марио объединяются с Соником и Шэдоу, чтобы найти изумруды Хаоса. |            |                               |                                                                              |                 |                       |             |                  |
| 4 | 4          | «А вот и братья Купа»         | Alvin Earthworm                                                              | Alvin Earthworm | 19 сентября 2006 года | V104        | 2,40             |
| Соник рассказывает свою предысторию, и братья Купа присоединяются к охоте за изумрудами Хаоса. |            |                               |                                                                              |                 |                       |             |                  |
| 5 | 5          | «Проблемы на острове Йоши»    | Alvin Earthworm                                                              | Alvin Earthworm | 12 февраля 2007 года  | V105        | 2,66             |
| Наши герои преследуют братьев Купа до острова Йоши. Где все не так, как кажется… |            |                               |                                                                              |                 |                       |             |                  |
| 6 | 6          | «Драка на исчезающем острове» | Alvin Earthworm                                                              | Alvin Earthworm | 27 мая 2007 года      | V106        | 3,53             |
| Битва продолжается на острове Йоши, поскольку Меха Соник угрожающе приближается! |            |                               |                                                                              |                 |                       |             |                  |
| 7 | 7          | «Секрет трубочного лабиринта» | Alvin Earthworm и Unknown Writing Partner (Неизвестный писательский партнёр) | Alvin Earthworm | 1 октября 2008 года   | V107        | 2,47             |
| Наши герои продолжают поиски в лабиринте из труб, где лежит давно забытая тайна… |            |                               |                                                                              |                 |                       |             |                  |
| 8 | 8          | «Великое наступление судьбы»  | Alvin Earthworm и Unknown Writing Partner                                    | Alvin Earthworm | 9 сентября 2009 года  | V108        | 2,78             |
| Смогут ли Марио и его друзья снова спасти Пич от Боузера? |            |                               |                                                                              |                 |                       |             |                  |
| 9 | 9          | «Договор о двух оболочках»    | Alvin Earthworm                                                              | Alvin Earthworm | 30 марта 2012 года    | V109        | 1,57             |
| Когда Марио оправляется от поражения от рук Базилискса, с помощью Луиджи братья готовят к контратаку. Между тем, Шэдоу сталкивается с Меха Соником…Этот эпизод так и не был завершён, только часть была выпущена как незавершённая работа. |            |                               |                                                                              |                 |                       |             |                  |

### «Сага о Металликсе» (2016; 2020 — настоящее время)
| № общий | № в сезоне | Название                                                                           | Автор сценария | Animated by | Дата премьеры                                         | Произв. код | Зрители US (млн) |
| --- | ---------- | ---------------------------------------------------------------------------------- | -------------- | ----------- | ----------------------------------------------------- | ----------- | ---------------- |
| 11 | 1          | «Жестокая битва между жестокими соперниками» «Fierce Battle Between Fierce Rivals» | Марк Хейнс     | Марк Хейнс  | 8 января 2016 года (Newgrounds)1 марта 2020 (YouTube) | V110        | 3,22             |
| Марио соревнуется с Варио в финальном раунде турнира Smash, но Боузер и Камек вмешиваются в заговор по захвату грибного королевства. На пике поражения Марио таинственная капсула с двумя потусторонними героями побуждает Боузера отступить. |            |                                                                                    |                |             |                                                       |             |                  |
| 12 | 2          | «Новая угроза» «The New Threat»                                                    | Марк Хейнс     | Марк Хейнс  | 2 мая 2021 года                                       | V111        | [ 14 ]           |
| Соник и Шэдоу объединяются с Марио, Луиджи и Йоши, чтобы найти изумруды Хаоса, что приводит к встрече Йоши с Металликсом. |            |                                                                                    |                |             |                                                       |             |                  |
| 13 | 3          | «Генезис Металликса» «Genesis of Metallix»                                         | Марк Хейнс     | Марк Хейнс  | TBA                                                   | V112        | TBD              |
| Исследуется прошлое Соника и Шэдоу. |            |                                                                                    |                |             |                                                       |             |                  |

### Короткометражки
| № общий | № в сезоне | Название                                                                 | Автор сценария | Animated by | Дата премьеры     | Зрители US (млн) |
| --- | ---------- | ------------------------------------------------------------------------ | -------------- | ----------- | ----------------- | ---------------- |
| 1 | 1          | «Посмотрите на этого чувака - ты не капитан.»                            | Марк Хейнс     | Марк Хейнс  | 2 июня 2020 года  | 0,95             |
| Опубликовано в ответ на мем «Look at This Dude», изображающий Купа Трупа, смеющимся над физическим обликом капитана Базилискса, на что Базилискс яростно реагирует. |            |                                                                          |                |             |                   |                  |
| 2 | 2          | «Меха Соник против Боузера, Пёрфект Целл и Назо (Эпический матч-реванш)» | Марк Хейнс     | Марк Хейнс  | 11 июля 2020 года | 0,57             |
| Разочарованный своим поражением от рук Боузера, Пёрфект Целла и Назо, Меха Соник вернулся в лабораторию, где он был впервые создан и подключён к суперкомпьютеру Эггмана, чтобы собрать бесценные данные от сильнейших существах на Мобиусе и полностью раскрыть его скрытые способности. Самопровозглашённый бог теперь могущественнее, чем когда-либо, и настолько уверен в своей новообретённой силе, что не только бросил вызов своим прошлым противникам, но и желает сразиться со всеми одновременно. Получит ли Меха Соник возмездие или его высокомерие погубит его? |            |                                                                          |                |             |                   |                  |

## Производство и трансляция
«Super Mario Bros. Z» — спрайтовая анимация с использованием Adobe Flash и отличается динамичным, быстрым движением в стиле «Жемчуг дракона Z». Персонажи визуализируются с использованием комбинации уже существующих спрайтов и оригинальной пиксельной графики, созданной для сериала. Сериал в основном передаёт диалоги с использованием текстовых полей, но имеет ограниченную озвучку за счёт повторного использования голосовых фрагментов из «Жемчуга дракона Z» и различных игр «Марио» и «Sonic the Hedgehog». Единственным исключением является седьмой эпизод оригинального сериала, в котором эпизодические появления Эндрю Раскин и Патрик Теньенхуис повторяют свои роли, соответственно, в роли Хэла Купа Трупа и Джеффа Гумба из фанатского веб-сериала «Королевство Боузера».
Сериал был задуман как ремейк «Жемчуг дракона Z» с персонажами из сериалов «Марио» и «Соника», вдохновлённый различными похожими пародийными концепциями, на которые ориентировался Хейнс. Анимация первого эпизода длилась месяц, а премьера состоялась 22 апреля 2006 года на Newgrounds. Новые эпизоды будут выходить каждые несколько месяцев в течение следующих трёх лет, а восьмой и последний полнометражный эпизод выйдет 9 октября 2009 года.
30 марта 2012 года, после трёхлетнего перерыва, Хейнс объявил об отмене сериала, выпустив незаконченную версию девятого эпизода в незавершённой работе. В последующие годы было несколько неофициальных попыток возродить сериал, в том числе компания на Kickstarter по созданию полнометражного фильма в качестве финала сериала, запущенную в сентябре 2013 года, которая должна была привести к продолжению сериал под названием «Super Mario Galaxy X», который получил уведомление об удалении от Nintendo.
Перезапуск сериала был объявлен в сентябре 2015 года, а пилотная серия была выпущен на Newgrounds 8 января 2016 года. Первоначально Хейнс намеревался финансировать эпизоды сериала через Patreon, но Nintendo отправила ему DMCA уведомление, запрещающее ему это сделать. Впоследствии Хейнс поместил перезагруженный сериал на перерыв, сославшись на личные причины, прежде чем возобновить работу более 4 года спустя и загрузить пилотную серию на YouTube 1 марта 2020 года.
В начале 2020 года Ален Алик и Джейсон Кауфман начали разработку перезапуска оригинального сериала (за исключением неполного девятого эпизода) в разрешении 4K с благословения Хейнса. Режиссёром и монтажёром выступал Алик, а продюсером был Кауфман, перезапуск был загружен на канал Хейнса на YouTube как художественный фильм 7 марта 2020 года. «Super Mario Bros.Z» также выпустила спин-оффы, посвящённые второстепенным персонажам, а также бонусные материалы, включая видео «Making of» и «Behind the Scenes», а также «Extra Credit», доступный на страницах Хейнса Patreon и Ko-Fi.

## Критика и отзывы
«Super Mario Bros. Z» сразу же привлекла внимание, премьера сериала получила 50.000 просмотров в течение дня после выхода. Первую серию просмотрели более девяти миллионов раз на Newgrounds и YouTube, и большинство серий получили миллионы просмотров. На сентябрь 2020 года у нового канала сериала на YouTube более 30.000 подписчиков и более 30 миллионов просмотров. Обе серии получили награды Newgrounds Tank Awards.
Сериал получил похвалу за запоминаемость от основателя Newgrounds Тома Фулпа, который увеличил ограничение на количество файлов на сайте, чтобы Хейнс мог загрузить восьмой эпизод. В 128-м выпуске «Podcast One» сериал описывалась как «старение, как хорошее вино». Роза Фернандес из «Zona Red» похвалила перезагрузку Хейнса за «[его] новый материал и [за] использование преимуществ новых технологий, чтобы сделать главы такими, как [Хейнс] имел в виду их десять лет назад», описывая его как «возродившийся культовый сериал», в то время как Эммануэль Перрин из «Gent Side» похвалил сериал за его «взрывное обещание», кроссовер элементы и использование изображений «Жемчуг дракона Z». «Радио Шинка» похвалило оригинальный сериал «за одну из лучших анимаций, когда-либо созданных на Newgrounds, которая изменила всё после [его выпуска]», сравнивая характер Металликса как "характерную черту Onslaught из Marvel vs. Capcom: Clash of [Super] Heroes. Но критикуя решение перезапустить непрерывность оригинального сериала. Тем не менее они похвалили «поддержание [из] основных элементов, которые позволяют [для] его развития».

## Комментарии
1. 1 2  Хейнс более известен под своим онлайн-псевдонимом «Alvin-Earthworm», под которым он был известен исключительно за весь выпуск оригинального сериала.
2. ↑  Девятый эпизод был незаконченным.
3. 1 2 3 4  Только ремейк был в 4K.
4. ↑  Это дата запуска пилотного проекта на Newgrounds; Первая трансляция пилота на YouTube состоялась 8 января 2016 года.